# RK Bjelovar
RK Bjelovar (Rukometni Klub Bjelovar) es un equipo de balonmano croata de la ciudad de Bjelovar, creado en 1955. El club actualmente compite en la Segunda División croata (Norte).
En la época de la antigua Yugoslavia, el club fue conocido como el Partizan, nombrado así por los Partisanos de la Segunda Guerra Mundial. Después de la independencia de Croacia en 1991, fue adoptado el nuevo nombre. A pesar de ser el club más exitoso de Yugoslavia, ha tenido poco éxito desde la temporada de 1980 y ha sido completamente eclipsado por el RK Zagreb en el balonmano croata moderno.

## Palmarés de balonmano
- 1 Copa de Europa de Balonmano: 1972
- 8 Ligas yugoslavas: 1958, 1961, 1967, 1968, 1970, 1971, 1972, 1977, 1979

### Jugadores famosos
- Hrvoje Horvat
- Albin Vidović
- Vladimir Smiljanić-Babura
- Miroslav Pribanić
- Željko Nimš
- Zvonimir Serdarušić
- Boris Bradić
- Pavle Jurina
- Mirko Bašić
- Željko Vidaković
- Rastko Stefanović
- Dalibor Sokač
- Goran Šoštarec
- Antonio Pribanić
- Mario Vuglač
- Mohsen Karamian
- Miroslav Milinović

## Entrenadores
- Željko Seleš
- Ante Kostelić (padre de Janica Kostelić and Ivica Kostelić)